# Låt 3:e örat lyssna in & 3:e benet stampa takten
Låt 3:e örat lyssna in & 3:e benet stampa takten var namnet på en svensk proggmusikgrupp och musikverkstad, som under ledning av Bengt Eriksson och med ett skiftande antal medlemmar framträdde från slutet av 1969 och fram till cirka 1980. Tyrannosaurus Rex, föregångare till T. Rex, Godz, Third Ear Band och Don Cherry hette några förebilder. 

## Musikalisk gärning
Efter att ha debuterat i radioprogrammet Bandet går medverkade Örat & Benet som duo på den andra Gärdesfesten 1970 och finns även med låten Gärdet 1970 med på den dubbla live-LP:n Festen på Gärdet (Silence, 1971). När Örat & Benet de närmaste åren därefter spelade på bland annat Folkfesten i Malmö och i Hagahuset (Göteborg) hade antalet medlemmar vuxit till ett drygt tjugotal. Också material till en egen LP med titeln Janet Persson & alla hennes klasskamrater spelades in, men gavs aldrig ut. Skivtiteln syftar på en tonsatt dikt av Gunnar Harding. Örat & Benet hade sin största publik när gruppen spelade live i TV-programmet Kvällsöppet, då det sändes från Vollsjös gamla skola i Skåne med Gary Engman som programledare. Många musiker som senare skulle bli kända medverkade på olika spelningar och vid inspelningen av den outgivna LP-skivan. 
Gruppen/musikverkstaden uppmärksammades på 1970-talet som en av företrädarna för "Spela själv-riktningen" inom den progressiva musikrörelsen. I gruppen, som allt mer övergick till att bli en musikverkstad med målsättningen att alla kan skapa musik, sammanfördes amatörer och proffsmusiker för att bägge kategorierna skulle kunna lära av varandra.

## Medlemmar
Bland de mer eller mindre tillfälliga medlemmarna i gruppen kan nämnas till exempel Tom Benson, Christer Bothén, Sören Erlandsson, Tomten Flurén, Tomas Forssell, Bertil Goldberg, Fredrik (då Curt) Grundel, Michaela och Elajsa Halvegård, Ragnvald Hedeman, Ariel Hellgren, Jesper Lindberg, Anette Lundberg, Turid Lundqvist, Ale Möller, Birgitta Olsson, Claes Palmqvist, Philemon Arthur (utan The Dung), Arnulf Ranung, Gunilla Rudling, Joakim Skogsberg, Nikke Ström och Sebastian Öberg. 
Många av dessa har också varit eller är fortfarande medlemmar i mer kända musikgrupper som Nynningen, Nationalteatern, Philemon Arthur and the Dung, Contact, Hansson de Wolfe United, Ale Möller Band, Grus i Dojjan, Dom smutsiga hundarna, Bolon Bata, Bitter Funeral Beer Band med flera.

## Diskografi
- Festen på Gärdet (dubbel-LP från den andra Gärdesfesten i Stockholm 1970, utgiven på Silence Records, 1971). Gruppen medverkar dels med låten "Gärdet 1970", dels med ytterligare en låt under namnet "2000 Spenar".
- Progglådan (samlingsbox från 2013 med 40 cd-skivor med musik ur Sveriges Radios arkiv, utgiven av Sveriges Radio). Gruppen medverkar dels med en annan version av "Gärdet 1970" och dels med en intervju.